# 가즐 엘 마할라 경기장
가즐 엘 마할라 경기장(아랍어: ملعب غزل المحلة, 영어: Ghazl El Mahalla Stadium)은 이집트 마할라알쿠브라에 위치한 경기장으로 총 수용 인원은 20,000명이다. 다목적 경기장이다. 주로 축구에 사용되며 Ghazl El Mahalla의 홈 경기장으로 사용되지만 Baladeyet El Mahalla 및 Said El Mahalla 홈 경기도 개최한다. 이 경기장은 1974년 아프리카 네이션스컵 동안 세 경기를 치렀다.